# Bernhard Goetzke
Bernhard Goetzke (ur. 5 czerwca 1884 w Gdańsku, zm. 7 października 1964 w Berlinie) – niemiecki aktor teatralny i filmowy.

## Życiorys
Studiował sztukę teatralną w Düsseldorfie i Dreźnie. Karierę teatralną rozpoczął w czasie I wojny światowej w Berlinie. Pierwszą rolę filmową dostał od austriackiego reżysera Joe Maya w 1918.
Pracował następnie z innymi reżyserami, sławę jednak zyskał dzięki kolejnemu filmowi nakręconemu z Mayem w 1921 − Das indische Grabmal (pol. Grób indiański). Urastając do rangi najważniejszego aktora niemieckojęzycznego filmu niemego zagrał w kolejnych trzech produkcjach: Die Brüder Karamasoff (1921, reż. Carl Froelich), Der müde Tod (1921, reż. Fritz Lang) oraz Dr. Mabuse, der Spieler (1921, reż. Fritz Lang).
Był znany także poza środowiskiem niemieckim: w Wielkiej Brytanii, Francji i we Włoszech, gdzie zagrał w Ostatnich dniach Pompejów w reżyserii Carmine Gallone i Amleto Palermiego w 1926. Grał w filmach do pierwszych lat 40. XX wieku. Nie przerwał też pracy w teatrze. Na deskach teatralnych występował aż do śmierci w 1964.

## Wybrana filmografia
- Die Brüder Karamasoff (1921) jako Iwan Karamazow
- Der müde Tod (1921) jako Śmierć / El Mot / Bogner
- Dr. Mabuse, der Spieler (1922) jako prokurator dr. Wenk
- Ostatnie dni Pompejów (1926) jako Arbace
- Orzeł z gór (1927, reż. Alfred Hitchcock) jako J.P. Pettigrew
- Salamandra (1928) jako profesor Zange
- Monte Cristo (1929) jako o. Faria